# Bachendri Pal
Bachendri Pal (hindi : बचेंद्री पाल; née le 24 mai 1954) est une alpiniste indienne, qui, en 1984, est devenue la première femme indienne à atteindre le sommet de l'Everest.

## Jeunesse
Bachendri Pal vient d'une famille rurale très modeste. Elle est née le 24 mai 1954, dans un village de l'Himalaya nommé Nakuri à Uttarkashi, dans le District du Garhwal, qui s'appelle maintenant l'état d'Uttarakhand, dans le nord de l'Inde. Elle est l'une des sept enfants de Hansa Devi et de Shri Kishan Pal Singh – un commerçant frontalier qui fournissait des produits d'épicerie de l'Inde vers le Tibet. Elle obtient un master et une licence à l'université D. A. V. Post Graduate College Dehradun.
À l'âge de 12 ans, elle découvre l'alpinisme lorsqu'elle gravit avec ses amis un pic culminant à 3 999 mètres, à l'occasion d'un pique-nique organisé par son école. Sur l'invitation de son directeur d'école, elle est envoyée à l'université pour faire des études supérieures. Elle devient durant ces années la première femme à atteindre le mont Gangotri culminant à 6 675,1 mètres et le mont Rudragaria à 5 818,9 mètres. À cette époque, elle obtient un emploi en tant que professeure à la National Adventure Fundation (NAF), qui avait mis en place une école d'aventure proposant des formations aux femmes pour leur apprendre notamment l'alpinisme.
Bachendri Pal fait face à une forte opposition de sa famille et des proches, lorsqu'elle décide de s'engager comme alpiniste professionnelle, plutôt que comme professeure. Néanmoins, elle rencontre rapidement un succès important dans ce domaine. 
Après avoir gravi un certain nombre de petits sommets, elle est sélectionnée pour rejoindre la première équipe indienne mixte à tenter une expédition pour le sommet de l'Everest en 1984.

## L'ascension de l'Everest
En 1984, l'Inde programme sa quatrième expédition, baptisée Everest'84, vers le mont Everest. Bachendri Pal est alors sélectionnée comme l'une des membres du groupe d'élite, composé de six femmes et onze hommes. L'équipe est d'abord envoyée à Katmandou, capitale du Népal, en mars 1984, d'où elle commence sa progression. Se rappelant son premier aperçu de l'Everest, Bachendri Pal confie plus tard : « Nous les gens de la colline, nous avons toujours vénéré les montagnes... mon irrésistible émotion face à ce spectacle impressionnant fût, par conséquent, de la dévotion ».
L'équipe commence son ascension en mai 1984. Le campement est enseveli dans une avalanche. Plus de la moitié du groupe abandonne alors l'ascension pour cause de blessure ou de fatigue. Bachendri Pal et le reste de l'équipe persistent néanmoins pour atteindre le sommet. Bachendri Pal se rappelle cet accident : « j'étais en train de dormir dans l'une des tentes avec mes coéquipiers au Camp III, à 7315,2 mètres. Dans la nuit du 15 au 16 Mai 1984, vers 00:30 heures IST, j'ai été réveillée par une secousse ; quelque chose m'a frappé fortement j'ai aussi entendu un bruit assourdissant et peu après je me suis retrouvée ensevelie. »
Le 22 mai 1984, Ang Dorjee (le Sherpa Sirdar) et quelques autres grimpeurs rejoignent l'équipe pour gravir le sommet de l'Everest. Bachendri Pal est la seule femme dans ce groupe. L'équipée atteint le Col Sud et passe la nuit au Camp IV à l'altitude de 7 924,8 mètres. Le lendemain, très tôt, à 6 h 20 du matin exactement, la cordée continue l'ascension, escaladant des "feuilles verticales de glace", en faisant face à un vent froid soufflant parfois à 100 km/h avec des températures avoisinant les -30 à -40 degrés Celsius.
Le 23 mai 1984, l'équipe atteint le sommet du Mont Everest à 1:07 h IST et Bachendri Pal marque l'histoire Elle réalise cet exploit le jour de son 30e anniversaire, et six jours avant le 31e anniversaire de la première ascension de l'Everest.

## Suite de la carrière
Bachendri Pal continue à être active après l'ascension du plus haut sommet du monde. Elle mène avec succès :
- Une expédition indo-népalaise du Mont Everest en 1993, composée uniquement de femmes, qui deviennent des repères pour l'alpinisme indien lorsque 18 personnes atteignent le sommet dont 7 femmes[5].
- Une équipe de rafting composée uniquement de femmes pour la course nommée "La grande aventure indienne de rafting de 1994". L'équipe est composée de 18 femmes, réparties sur 3 radeaux. L'aventure est un succès, avec une distance parcourue de 2 155 km dans la rivière du Gange de Haridwar à Calcutta, en 39 jours.
- La première expédition trans-himalayenne féminine indienne en 1997,  fruit d'un effort de 8 femmes, qui réalisent un trekking de la partie orientale de l'Himalaya, de l'Arunachal Pradesh , jusqu'à la partie occidentale de l'Himalaya, sur le Glacier de Siachen en atteignant le col Indira – la pointe septentrionale de l'Inde à l'altitude de 6 126,5 m, couvrant plus de 4500 km en '225' jours, en traversant plus de 40 cols de montagne. C'est le premier succès répertorié dans tous les pays[6].

## Secourisme
Bachendri Pal, Premlata Agarwal et un groupe de grimpeurs chevronnés, comprenant plusieurs alpinistes ayant gravi l'Everest, se rendent à Uttarkashi et mettent en œuvre une opération de secours et de sauvetage dans les endroits les plus reculés de la haute altitude, les villages de l'Himalaya, ravagés en 2013 par les inondations de l'Inde du nord, alors même que l'Armée Indienne ne peut pas les atteindre.

## Prix et récompenses
Bachendri Pal a reçu plusieurs prix et distinctions :
- Médaille d'or pour l'Excellence dans l'Alpinisme, par la Fondation Indienne d'Alpinisme (1984)
- Padma Shri – la quatrième plus haute distinction civile dans la République de l'Inde (1984)
- Médaille d'or décernée par le Ministère de l'Éducation, Gouvernement de l'Uttar Pradesh, en Inde (1985)
- Le prix "Ajuna Award "décerné par le Gouvernement de l'Inde (1986)
- Le prix "Calcutta Ladies Study group" (1986)
- Répertoriée dans le Livre Guinness des Records du Monde (1990)
- Le prix "National Adventure" octroyé par le Gouvernement de l'Inde (1994)
- Le prix "Yash Bharti" octroyé par le Gouvernement de l'Uttar Pradesh, en Inde (1995)
- Docteure honoris causa de l' Hemwati Nandan Bahuguna Garhwal Université (anciennement connu sous le Garhwal Université) (1997)
- Elle est la première bénéficiaire de Virangana Lakshmibai Rashtriya Samman 2013-14, qui a été donné par le Ministère de la Culture du Gouvernement du Madhya Pradesh, en Inde, à Gwalior , le 18 juin 2013 au titre de son accomplissement personnel dans les sports d'Aventure et l'amélioration de la place des femmes dans le pays[9],[10],[11].

## Livres et publications
- Auteur de Everest – My Journey to the Top, (une autobiographie publiée par le National Book Trust, Delhi) (ISBN 9788123715278)[12]